# Henryk Mroziński
Henryk Mroziński (ur. 21 stycznia 1957 w Elblągu, zm. 8 lutego 2015 w Braniewie) – polski samorządowiec, w latach 1996–2002 wójt gminy Braniewo, w latach 2002–2014 burmistrz Braniewa.

## Życiorys

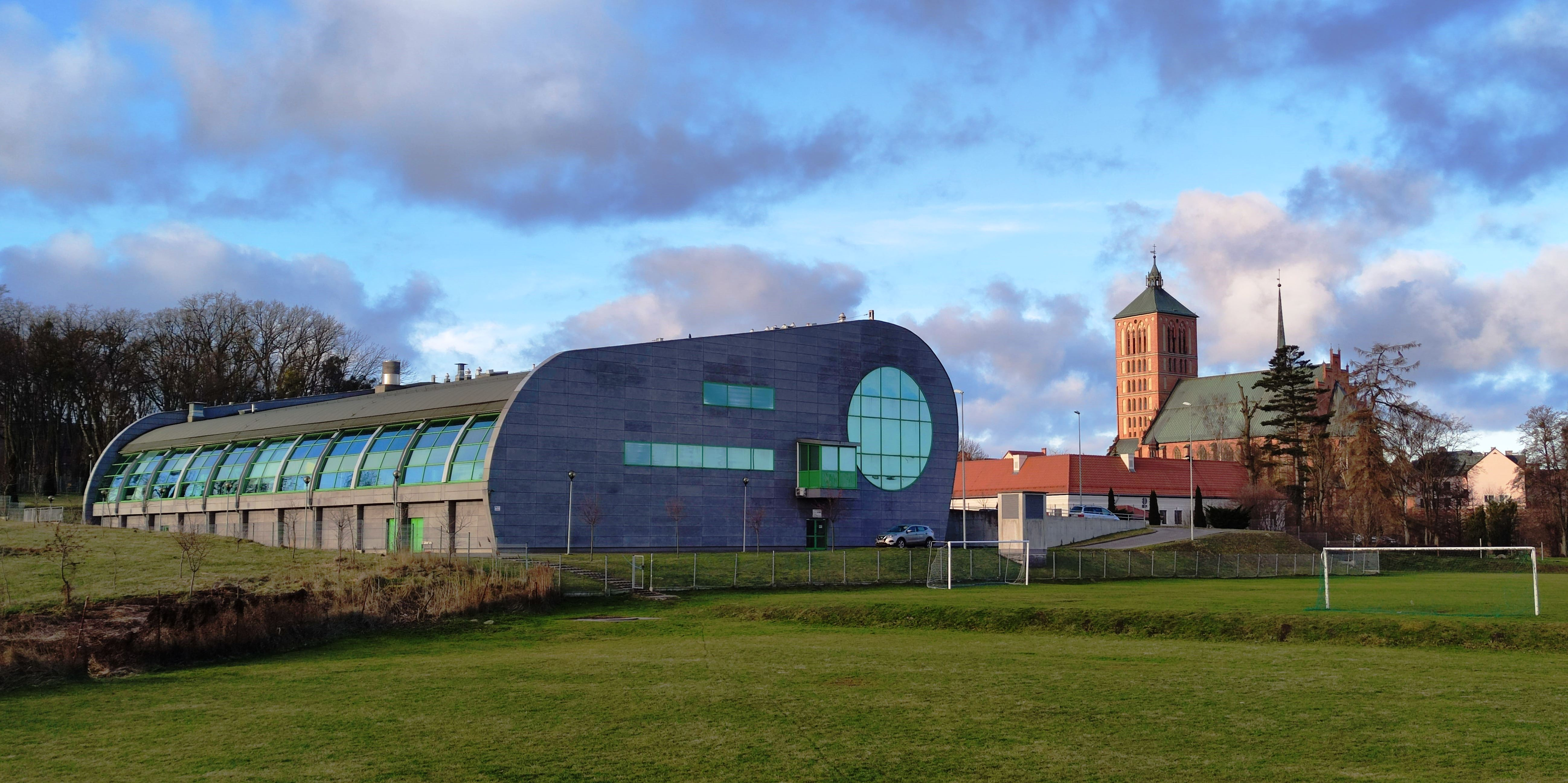
Basen w Braniewie, największa inwestycja burmistrza Mrozińskiego

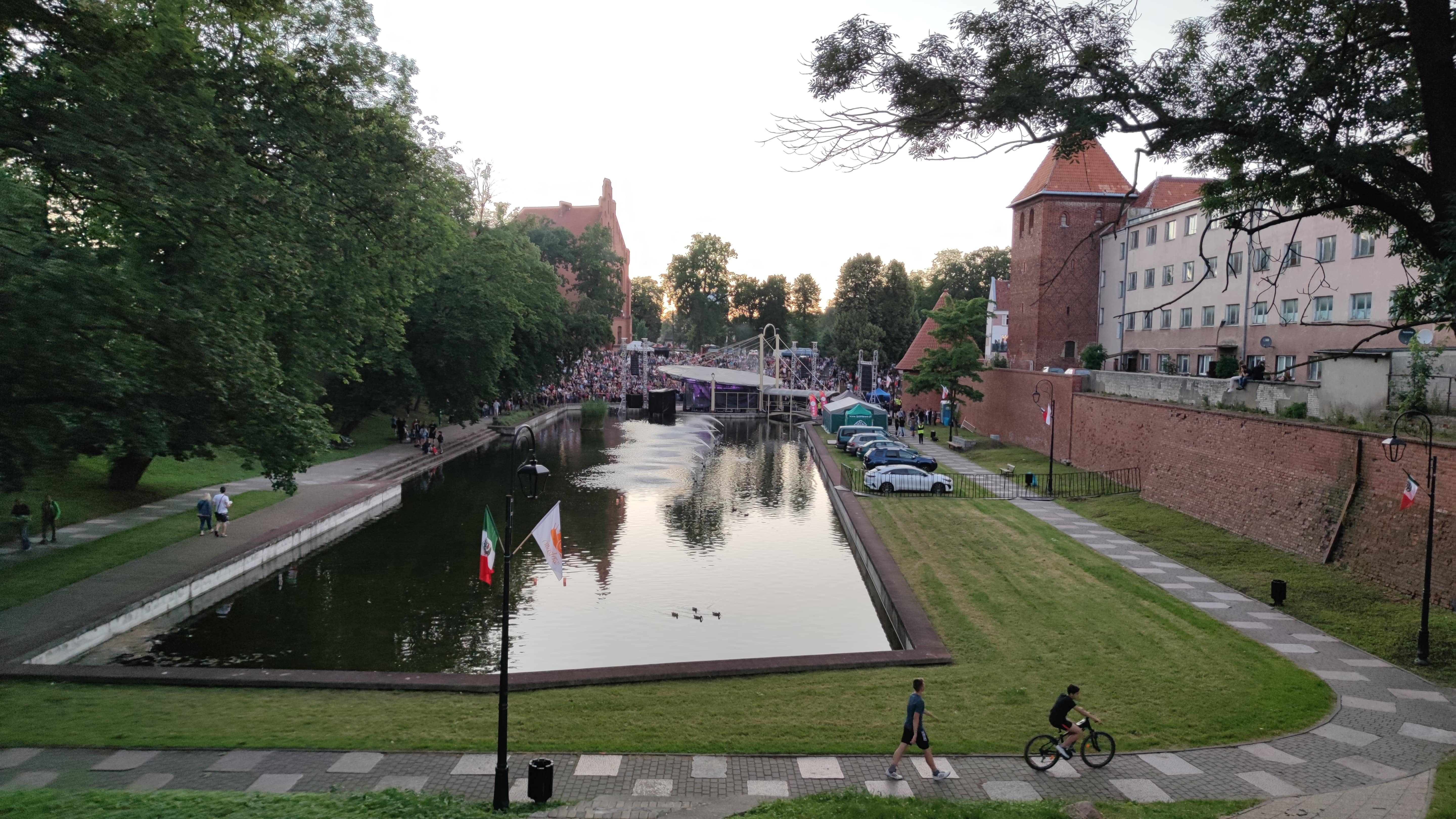
Amfiteatr im. Henryka Mrozińskiego

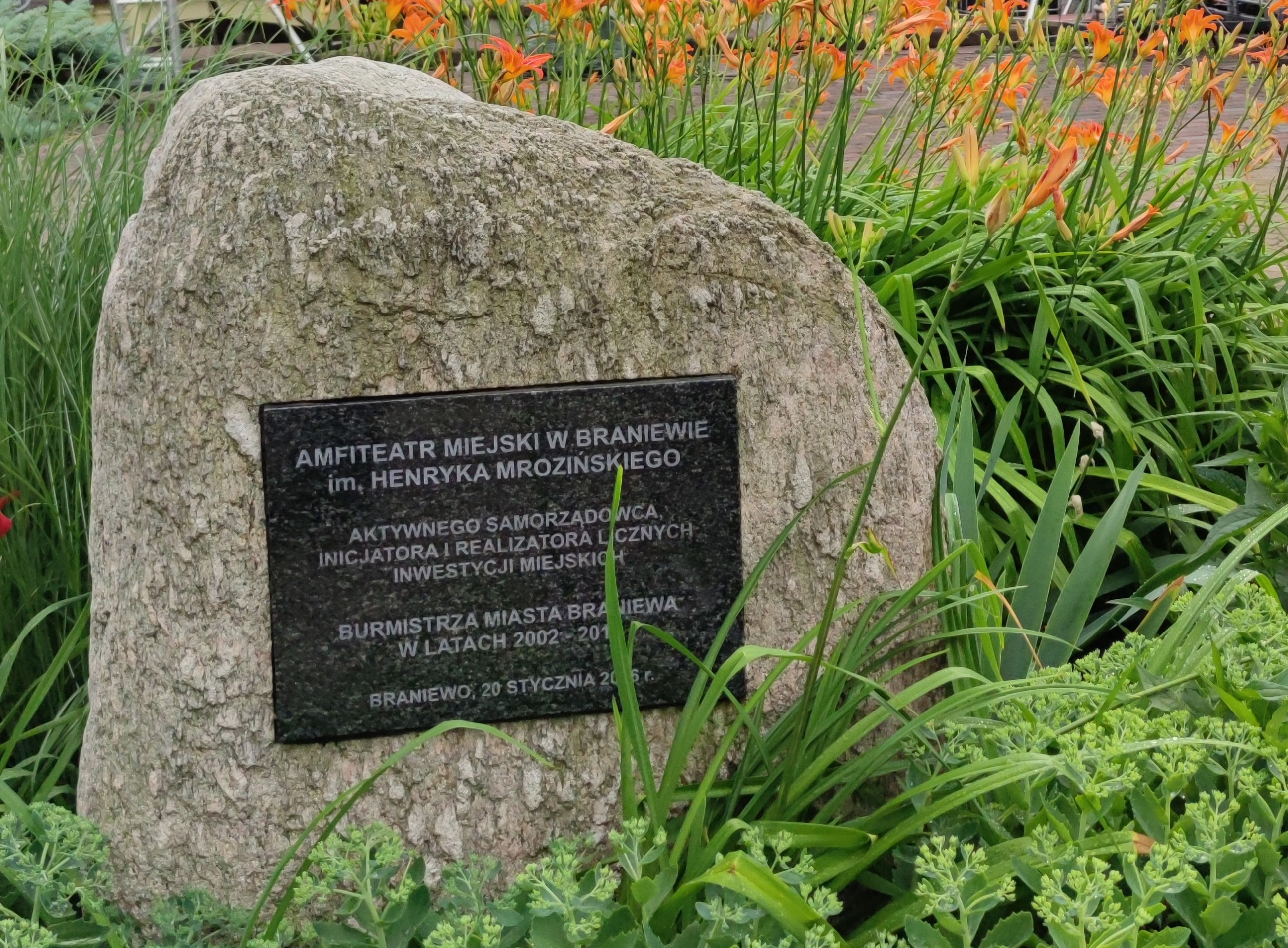
Kamień upamiętniający patrona amfiteatru

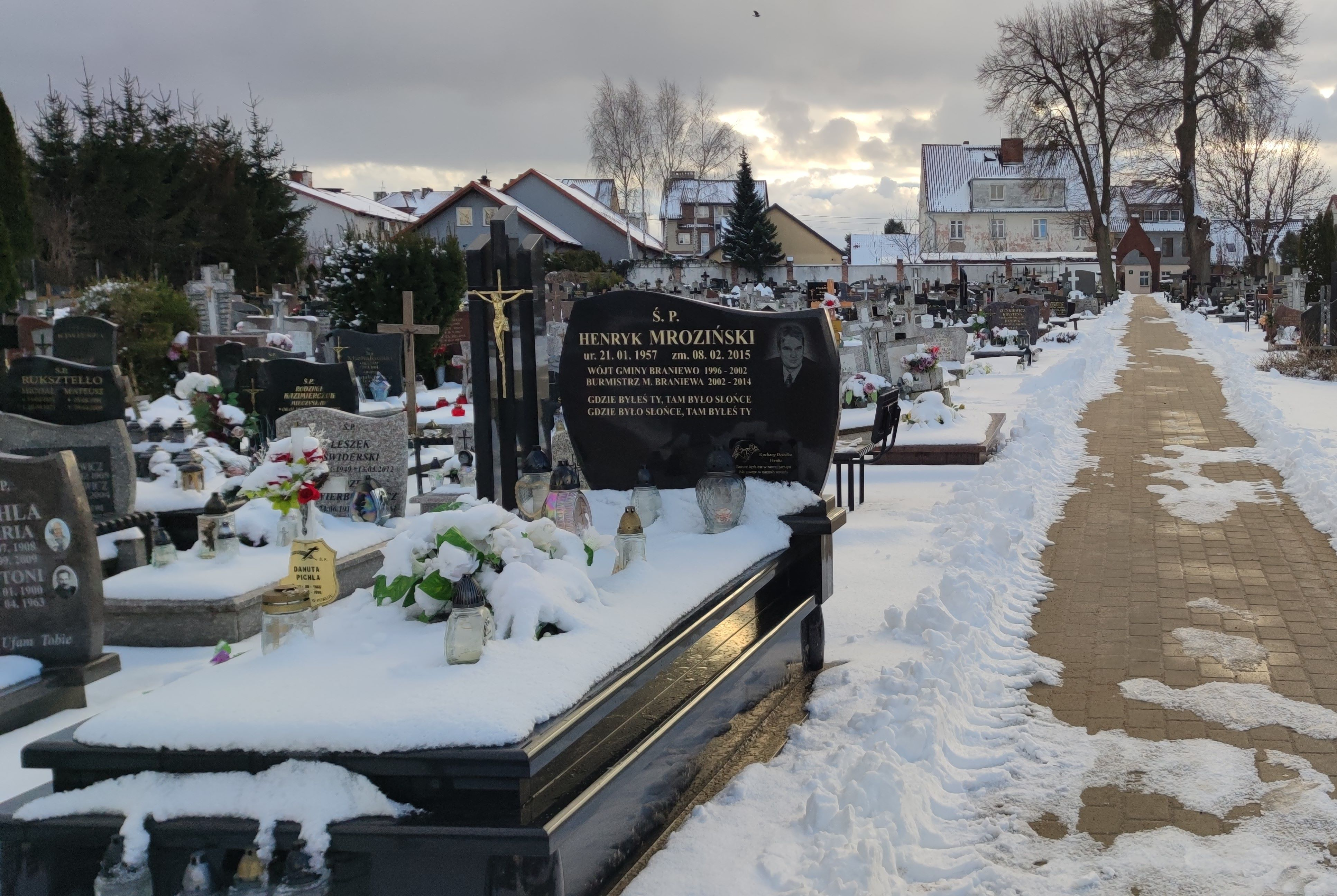
Grób na cmentarzu przy ul. Morskiej

Ukończył Szkołę Podstawową nr 3, a następnie Zespół Szkół Zawodowych im. Jana Liszewskiego w Braniewie. Następnie studiował, zostając absolwentem Wydziału Mechanicznego Akademii Rolniczo-Technicznej w Olsztynie. W latach 1996–2002 sprawował urząd wójta gminy Braniewo. W październiku 2002 po wygranych wyborach samorządowych objął stanowisko burmistrza Braniewa i pełnił tę funkcję przez trzy kadencje – do 2014. W wyborach samorządowych w 2014 roku przegrał starcie o fotel burmistrza z Moniką Trzcińską, wybrany został radnym powiatu braniewskiego.
Ponadto był członkiem Polskiego Stronnictwa Ludowego oraz klubu piłkarskiego Darzbór Glinka, pełnił obowiązki prezesa i wiceprezesa Kółka Rolniczego w Braniewie. Podczas jego kadencji zbudowano m.in. basen miejski, wyremontowano amfiteatr, zabytkową fosę oraz fragment murów obronnych. Był postacią powszechnie znaną, acz ocenianą za swoje decyzje bardzo niejednoznacznie. 
Zmarł 8 lutego 2015 wskutek popełnienia samobójstwa, wieszając się w swoim domu. Jego ostatnie pożegnanie odbyło się 12 lutego 2015 i został pochowany na cmentarzu przy ul. Morskiej w Braniewie. Wieloletniego burmistrza żegnali przedstawiciele parlamentu, samorządów, instytucji, firm i organizacji oraz służb mundurowych, a także tłumy mieszkańców.  
20 stycznia 2016 roku na sesji w Urzędzie Miasta braniewscy radni jednogłośnie podjęli decyzję, aby amfiteatr miejski nosił imię Henryka Mrozińskiego. 27 maja 2016 roku, w ramach obchodów Dnia Samorządu Terytorialnego, odbyło się uroczyste odsłonięcie w obecności samorządowców, rodziny byłego burmistrza i mieszkańców tablicy o nadaniu Amfiteatrowi Miejskiemu w Braniewie imienia Henryka Mrozińskiego.
Odznaczony został Medalem za Zasługi dla Straży Granicznej (2013).